# Merionoeda micans
Merionoeda micans là một loài bọ cánh cứng trong họ Cerambycidae.